# Generální guvernorát Belgie
Generální guvernorát Belgie (německy: Kaiserlich Deutsches Generalgouvernement Belgien) bylo označení pro Německem okupovanou Belgii v letech 1914–1918 za první světové války.

## Historie
Když belgická vláda v roce 1914 odmítla německé ultimátum, žádající volný průchod vojska, německá armáda přesto zahájila útok na Francii přes Belgii podle Schlieffenova plánu. Němci se při tom dopustili mnoha ukrutností a vypálili řadu obcí i město Lovaň. V anglické literatuře se proto užívá označení "znásilnění Belgie" (Rape of Belgium). Po obsazení hlavního města Bruselu sestavili vojenskou vládu v čele s generálem Moritzem von Bissing, která se snažila Belgii národnostně rozdělit a naklonit si vlámskou část obyvatel. V důsledku německé kapitulace v roce 1918 se museli Němci z Belgie stáhnout a tím Belgie opět získala nezávislost.
Rape of Belgium byl na počátku války britský propagandistický termín reflektující porušení belgické neutrality Německem. Teprve v průběhu tažení, když začaly přicházet zprávy o německých surovostech, přestával být termín chápán obrazně a do povědomí veřejnosti se dostal doslovný význam, který se víceméně udržel dosud.

## Vojenští guvernéři
- polní maršál Colmar von der Goltz (srpen - listopad 1914)
- generálplukovník Moritz von Bissing (prosinec 1914 - duben 1917)
- generálplukovník Ludwig von Falkenhausen (květen 1917 - listopad 1918)